# Elomeryx
Elomeryx é um género extinto de ungulados artiodáctilos, que se conta entre os mais antigos antracoterídeos. O género teve uma larga difusão geográfica, tendo sido encontrado em primeiro lugar na Ásia no Eoceno médio e na Europa no Eoceno superior, tendo-se difundido na América do Norte no Oligoceno inferior.

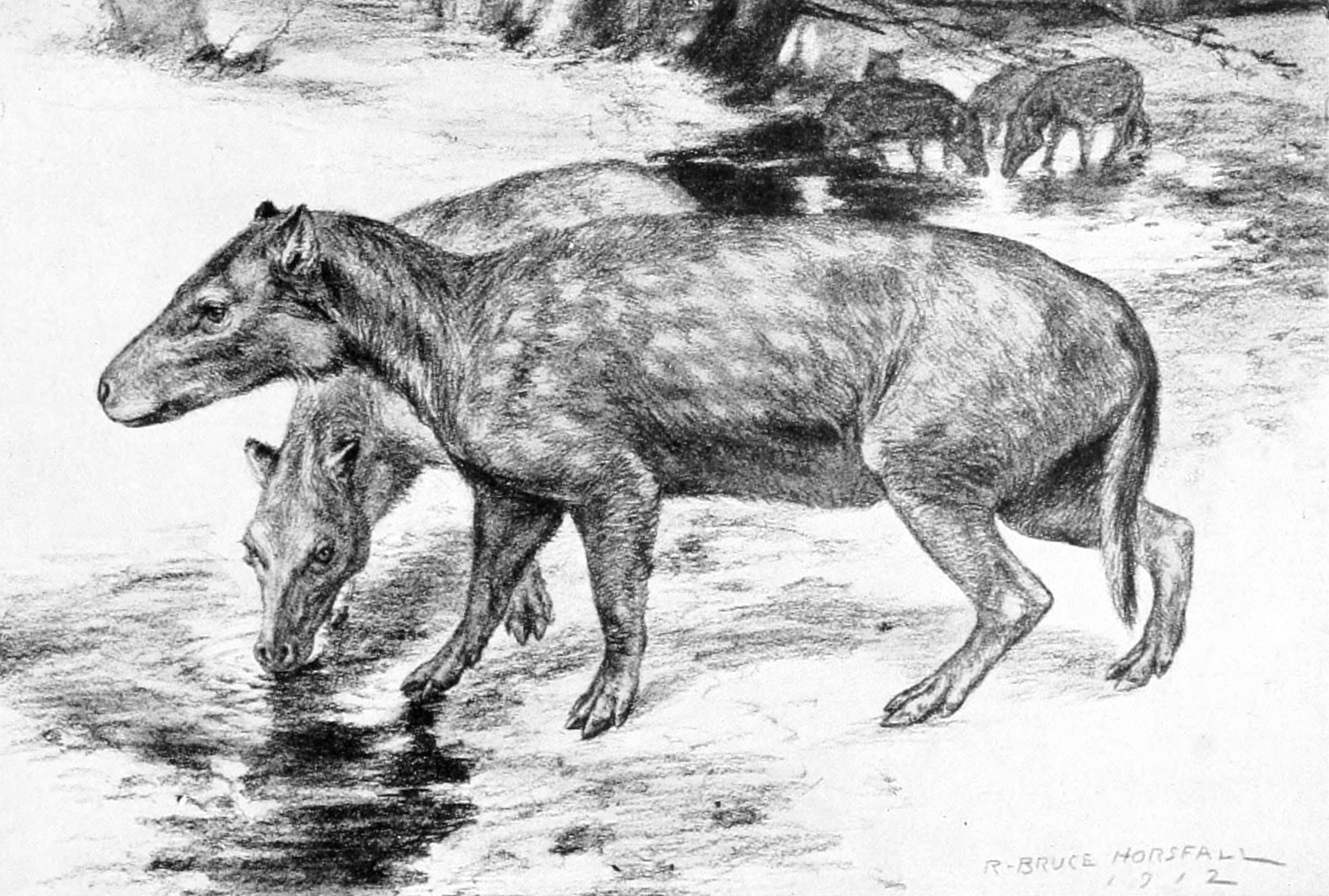
Reconstituição de E. armatus

Elomeryx tinha cerca de 1,5 m de comprimento com uma longa cabeça, vagamente semelhante a uma cabeça de cavalo. Tinha pequenas presas com as quais desenraizava plantas e incisivos com forma de colher, ideais para puxar e cortar plantas aquáticas. Tinha patas traseiras com cinco dedos e patas dianteiras com quatro dedos, o que resultava numa planta do pé larga, facilitadora da marcha sobre lama mole. Tinha provavelmente hábitos similares aos dos atuais hipopótamos, com os quais podem ter estado relacionados.